# Der Staatsanwalt hat das Wort: Erzwungene Liebe
Erzwungene Liebe ist ein deutscher Fernsehfilm von Horst Zaeske aus dem Jahr 1975. Das kriminologische Fernsehspiel erschien als 37. Folge der Filmreihe Der Staatsanwalt hat das Wort.

## Handlung
Der 19-jährige Wolfgang Becker ist nicht altersgemäß entwickelt und stark gehemmt. Die Erziehung im Elternhaus, durch die Eigenbrötelei und Prüderie gefördert wurden, hat daran wesentlichen Anteil. Er vermag mit Gleichaltrigen keine echten Freundschafts- und Partnerschaftsbeziehungen herzustellen, was durch seine Tätigkeit in einer alten ländlichen Reparaturwerkstatt noch unterstützt wird. Als er sich in eine minderjährige Schülerin verliebt, missbraucht er ihr Vertrauen und nimmt sie mit Gewalt.

## Produktion
Erzwungene Liebe entstand 1974/75 im Zuständigkeitsbereich des DDR-Fernsehens, Bereich Unterhaltende Dramatik – HA: Polizeiruf/Staatsanwalt.
Szenenbild: Heinz-Helmut Bruder; Kostüm: Doris Haußmann; Dramaturgie: Käthe Riemann; Kommentar: Peter Przybylski.